# Шестикутне число
Шестикутне число  — це фігурне число. {\displaystyle n}-те шестикутне число {\displaystyle h_{n}} — це кількість різних у шаблоні точок, що утворюють контур правильних шестикутників зі сторонами до {\displaystyle n} точок, коли шестикутники перекриваються так, що вони мають одну спільну вершину.
{\displaystyle n}-е шестикутне число визначається за допомогою формули
{\displaystyle h_{n}=2n^{2}-n=n(2n-1)={\frac {2n\cdot (2n-1)}{2}}.\,\!}
Першими шестикутними числами (послідовність A000384 в OEIS) є
1, 6, 15, 28, 45, 66, 91, 120, 153, 190, 231, 276, 325, 378, 435, 496, 561, 630, 703, 780, 861, 946, …
Кожне шестикутне число — це трикутне число, але лише кожне третє трикутне число (1-е, 3-е, 5-е, 7-е тощо) — це шестикутне число. Як і для трикутного числа, цифровий корінь в основі 10 шестикутного числа може бути лише 1, 3, 6 або 9. Набором цифрових коренів, що повторюється через кожні дев'ять членів, є ''1 6 6 1 9 3 1 3 9''.
Кожне парне досконале число є шестикутним і задається формулою
{\displaystyle M_{p}2^{p-1}={\frac {M_{p}(M_{p}+1)}{2}}=h_{\left({\frac {M_{p}(M_{p}+1)}{2}}\right)}=h_{2^{p-1}},}
де {\displaystyle M_{p}} — число Мерсенна. Невідомі непарні досконалі числа, тому всі відомі досконалі числа є шестикутними.
Наприклад, 2-ге шестикутне число {\displaystyle 2\cdot 3=6}; четверте — {\displaystyle 4\cdot 7=28}; 16-е — {\displaystyle 16\cdot 31=496}, а 64-е — {\displaystyle 64\cdot 127=8128}.
Найбільшим числом, яке не можна записати як суму не більше чотирьох шестикутних чисел, є 130. Адрієн-Марі Лежандр довів у 1830 році, що будь-яке натуральне число, що перевищує 1791, може представлене таким чином.
Шестикутні числа не слід плутати з центрованими шестикутними числами, які моделюють стандартну упаковку віденських сосисок. Щоб уникнути неоднозначності, шестикутні числа іноді називають «кутовими шестикутними числами».

## Тест на шестикутність числа
Можна ефективно перевірити, чи є натуральне число {\displaystyle x} шестикутним числом, за допомогою формули
{\displaystyle n={\frac {{\sqrt {8x+2}}+1}{4}}.}
Якщо {\displaystyle n} — натуральне число, то {\displaystyle x} — {\displaystyle n}-е шестикутне число. Якщо {\displaystyle n} не є натуральним числом, то {\displaystyle x} не є шестикутним.

## Інші властивості

### Представлення у вигляді суми
{\displaystyle n}-е число шестикутної послідовності можна представити у вигляді суми як
{\displaystyle h_{n}=\sum _{i=0}^{n-1}(4i+1),}
де порожня сума покладається рівною {\displaystyle 0}.

### Сума обернених шестикутних чисел
Сума обернених шестикутних чисел дорівнює {\displaystyle 2\ln(2)}, де {\displaystyle \ln } — натуральний логарифм,
{\displaystyle {\begin{aligned}\sum _{k=1}^{\infty }{\frac {1}{k(2k-1)}}&=\lim _{n\longrightarrow \infty }2\sum _{k=1}^{n}\left({\frac {1}{2k-1}}-{\frac {1}{2k}}\right)\\&=\lim _{n\longrightarrow \infty }2\sum _{k=1}^{n}\left({\frac {1}{2k-1}}+{\frac {1}{2k}}-{\frac {1}{k}}\right)\\&=2\lim _{n\longrightarrow \infty }\left(\sum _{k=1}^{2n}{\frac {1}{k}}-\sum _{k=1}^{n}{\frac {1}{k}}\right)\\&=2\lim _{n\longrightarrow \infty }\sum _{k=1}^{n}{\frac {1}{n+k}}\\&=2\lim _{n\longrightarrow \infty }{\frac {1}{n}}\sum _{k=1}^{n}{\frac {1}{1+{\frac {k}{n}}}}\\&=2\int _{0}^{1}{\frac {1}{1+x}}\operatorname {d} x\\&=2\ln(1+x){\big |}_{0}^{1}=2\ln {2}\approx 1{,}386294\dots .\end{aligned}}}

## Шестикутні квадратні числа
Послідовність чисел, які одночасно є шестикутними та повними квадратами, починається з {\displaystyle 1}, {\displaystyle 1225}, {\displaystyle 1413721}, {\displaystyle \dots } (див. послідовність A000384 в OEIS).